# مزینان
مزینان، روستایی از توابع بخش مرکزی شهرستان داورزن در استان خراسان رضوی ایران است. این روستا در جاده ترانزیت تهران _مشهد (امام رضا ۴۴)قرار دارد.
روستا مزینان از روستا های قدیمی است که از دوره شاهان صفوی و حتی پیش تر وجود داشته است. 
مزینان دارای کاروانسرای متعلق به زمان شاه عباس صفوی که درحال حاضر یک مکان گردشگری است. کاروانسرای رباط شاه عباس که تا چندی پیش تعطیل بود به همت شورای شهر مزینان مجدد در تاریخ یازدهم فروردین ماه چهارصد و سه مجددا بازگشایی شد، به همین مناسبت گروه موسیقی قمر به سرپرستی و آهنگسازی نوید دهقان در فضای باز این کاروانسرا به اجرای کنسرت پرداختند که با استقبال بیش از ۱۰۰۰ نفر تماشاگر مواجه شد 
مزینان زادگاه دکتر علی شریعتی روشنفکر و جامعه شناس معاصر و محمدتقی شریعتی اسلام شناس معاصر است.
مزینان دارای آیین های مذهبی مانند نخل گردانی، تعزیه خوانی و... می باشد 
آب و هوا مزینان در فصل های سال بسیار متفاوت است. این تفاوت در تابستان به صورت بسیار گرم و در زمستان به صورت بسیار سرد و خشک می باشد . 
سوغات روستا مزینان
کلوچه محلی، نان روغنی محلی، آش محلی ( آش علفی )، فلفل و... می باشد.

## موقعیت مزینان

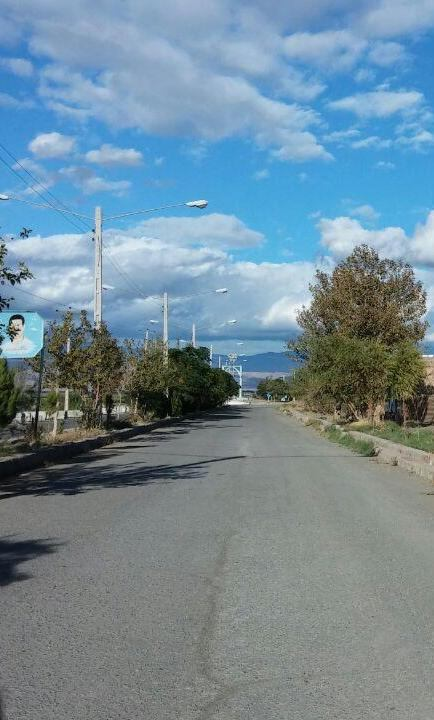
مزینان

مزینان در ۶ کیلومتری جنوب غربی داورزن و در ۲۹۵ کیلومتری شهر مقدس مشهد قرار دارد. 
مزینان با ارتفاع ۸۱۰ متر از سطح دریا و اقلیم نیمه بیابانی، تابستان‌های گرم و خشک و زمستان‌های سرد دارد. مزینان از شمال غربی به روستای بهمن‌آباد، از جنوب به روستای غنی آباد و از شرق به ارتفاعات پیرامون محدود می‌شود.

## پیشینه

بیهق در میان ولایت‌های ربع نیشابور در صفحه‌ای از نسخه خطی کتاب تاریخ نیشابور الحاکم.

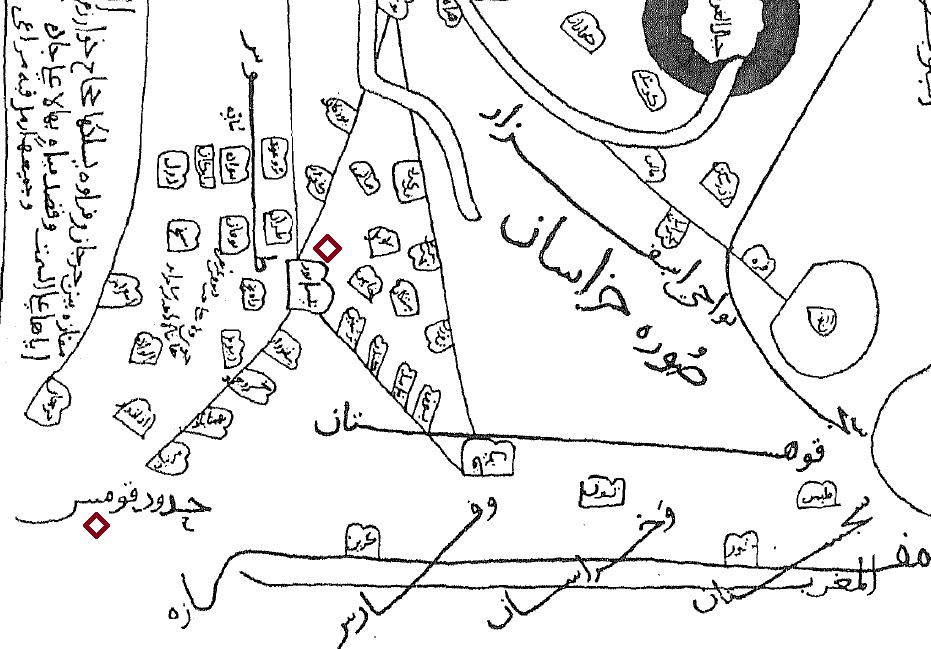
نام مزینان بر روی نقشه ابن حوقل در كتاب صورة الارض در قرن چهارم هجری

مزینان شهری باستانی در ولایت بیهق، ربع نیشابور خراسان بوده‌است.
براساس لغت نامه دهخدا :
قصبه ای است مرکز دهستان مزینان بخش داورزن شهرستان سبزوار در ١٠ هزارگزی جنوب داورزن سر راه تهران به مشهد واقع شده است آبش از قنات رودخانه ٔ داورزن محصولش غلات ، پنبه ، زیره و شغل مردمش زراعت و مالداری است.
در کتاب تاریخ بیهق آمده است:
مزینان شهرکی است خُرد از خراسان بر راه ری و اندر وی کشت و زرع بسیار است. نام یکی از دوازده رَبع بیهق که شامل مایان ، کموزد، داورزن ، سد خرو، طزر، بهمن آباد، مهر (که آنجا مزارع اقلام بحری باشد) و ماشدان و سویزان . (از تاریخ بیهق ص ٣٩).
مزینان از دیرباز دارالحُکم یا دادگاهی محلی داشته و بزرگان آنجا مورد وثاق منطقه بوده، برای حلّ و فصل دعاوی خود به آن مراجعه می‌نموده‌اند. 

## آثار تاریخی

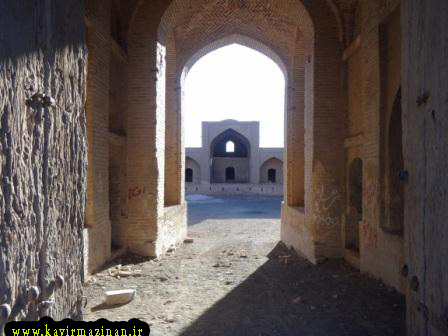
نمای از کاروانسرای مزینان

بافت قدیمی این روستا که در چهارچوب باروی قدیمی دوره قاجار قرار گرفته، به وسیله سازمان میراث فرهنگی به ثبت رسیده‌است. این روستا دارای یک مجموعه تاریخی شامل: کاروانسرا، دو مسجد تاریخی، مدرسه علمیه، باروی قدیمی و دو تپه باستانی می‌باشد.
کاروانسرا مزینان مکانی گردشگری در زمان فعلی می باشد. این کاروانسرا در زمان شاه عباس صفوی ساخته شده و محل استراحت مسافران در مسیر جاده ابریشم بوده است.
- آب‌انبار مزینان
- آرامگاه کلاته مزینان
- کاروانسرای مزینان
- مسجد جامع مزینان
- مسجد پایین قلعه مزینان
- تپه بلقوز
- هیئت حسینی بالا
- مدرسه شریعتمدار: این مدرسه مربوط به دوره قاجار است. این اثر در تاریخ ۲۷ بهمن ۱۳۸۲ با شمارهٔ ثبت ۱۰۹۰۵ به‌عنوان یکی از آثار ملی ایران به ثبت رسیده‌است.پلان کلی ابن بنا مدرسه‌ای است دو ایوانی با حیاط مرکزی، ده حجره در اطراف حیاط، دو مدرسه در ضلع مقابل ورودی و اتاق‌های مربوط به اساتید و رئیس مدرسه و آشپزخانه، کتابخانه و سرویس بهداشتی. مساحت کل زمین مدرسه ۸۱۰ متر مربع است؛ حیاط آن، ۲۲۹ متر مربع است و زیربنا با زیرزمین، ۶۵۰ متر مربع می‌باشد.

## زبان و مذهب
مردم مزینان به زبان فارسی سخن می‌گویند، مسلمان و پیرو مذهب شیعه جعفری هستند؛ که می‌توان از آن به عنوان دروازه ورودی فرهنگی و مذهبی خراسان رضوی نام برد.

## جمعیت
براساس نتایج سرشماری سال ۱۳۷۵، مزینان ۱۷۹۴ نفر جمعیت داشته‌است که سال ۱۳۸۵، به حدود ۱۸۳۵ نفر افزایش یافته‌است. جمعیت مزینان بر اساس سرشماری سال ۱۳۹۰، ۱۸۰۸ نفر (۴۸۳ خانوار) و با احتساب دهستان مزینان ۵۵۴۲ نفر بوده‌است.

## آیین ها
- تعزیه
- نخل گردانی

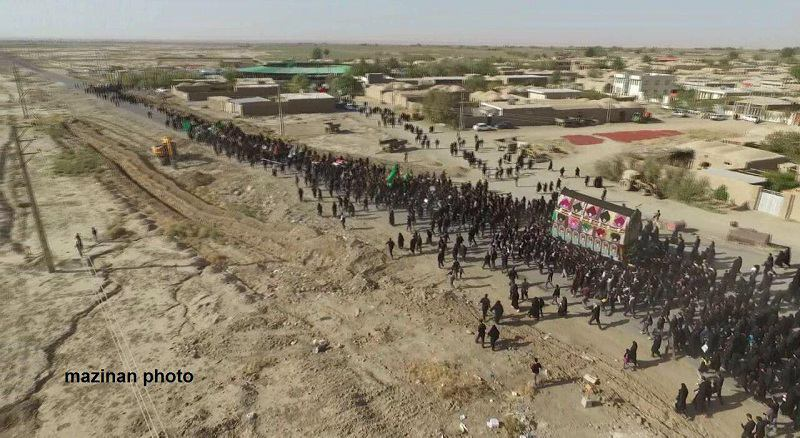
نخل در مزینان
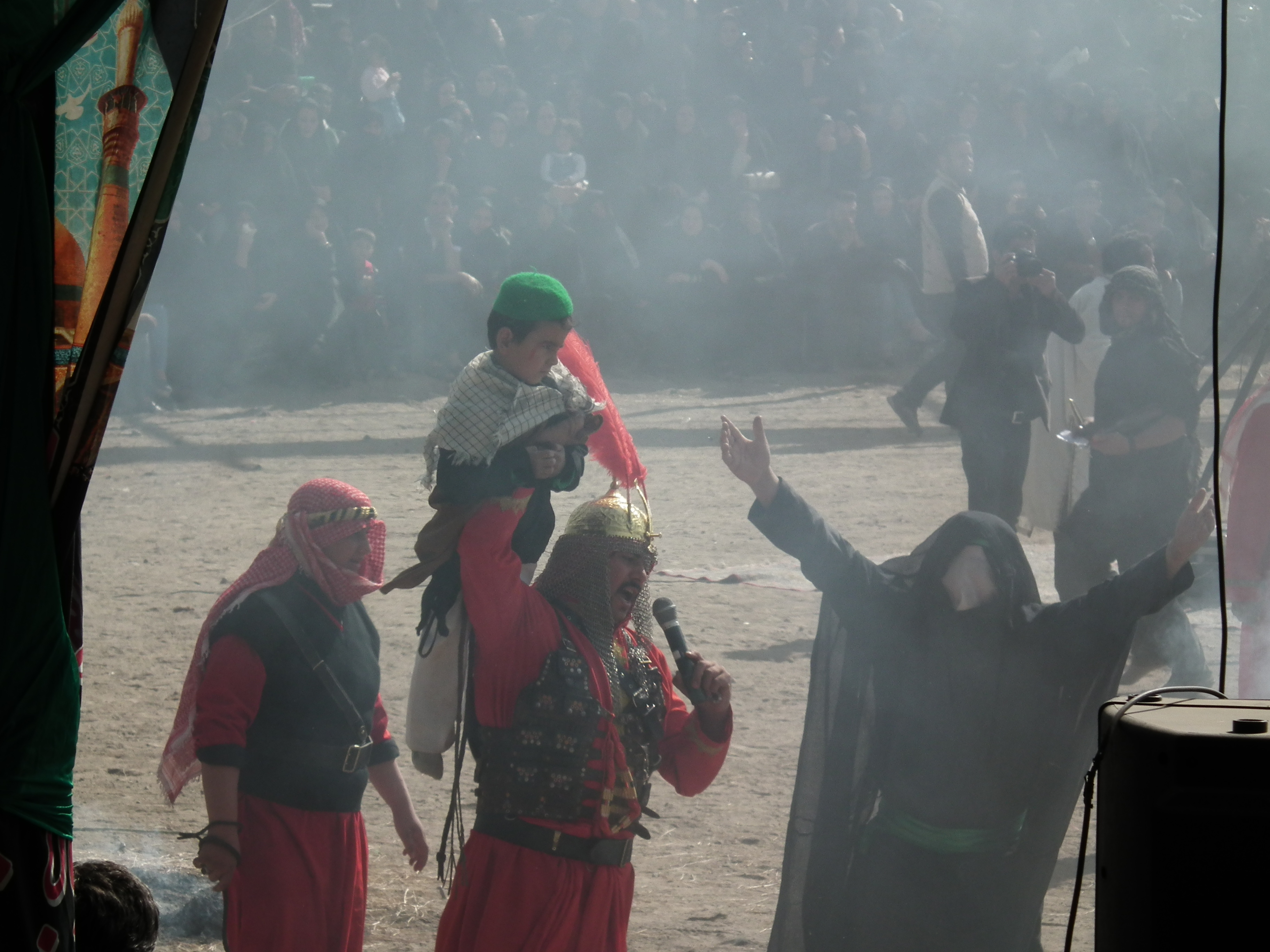
تعزیه در مزینان
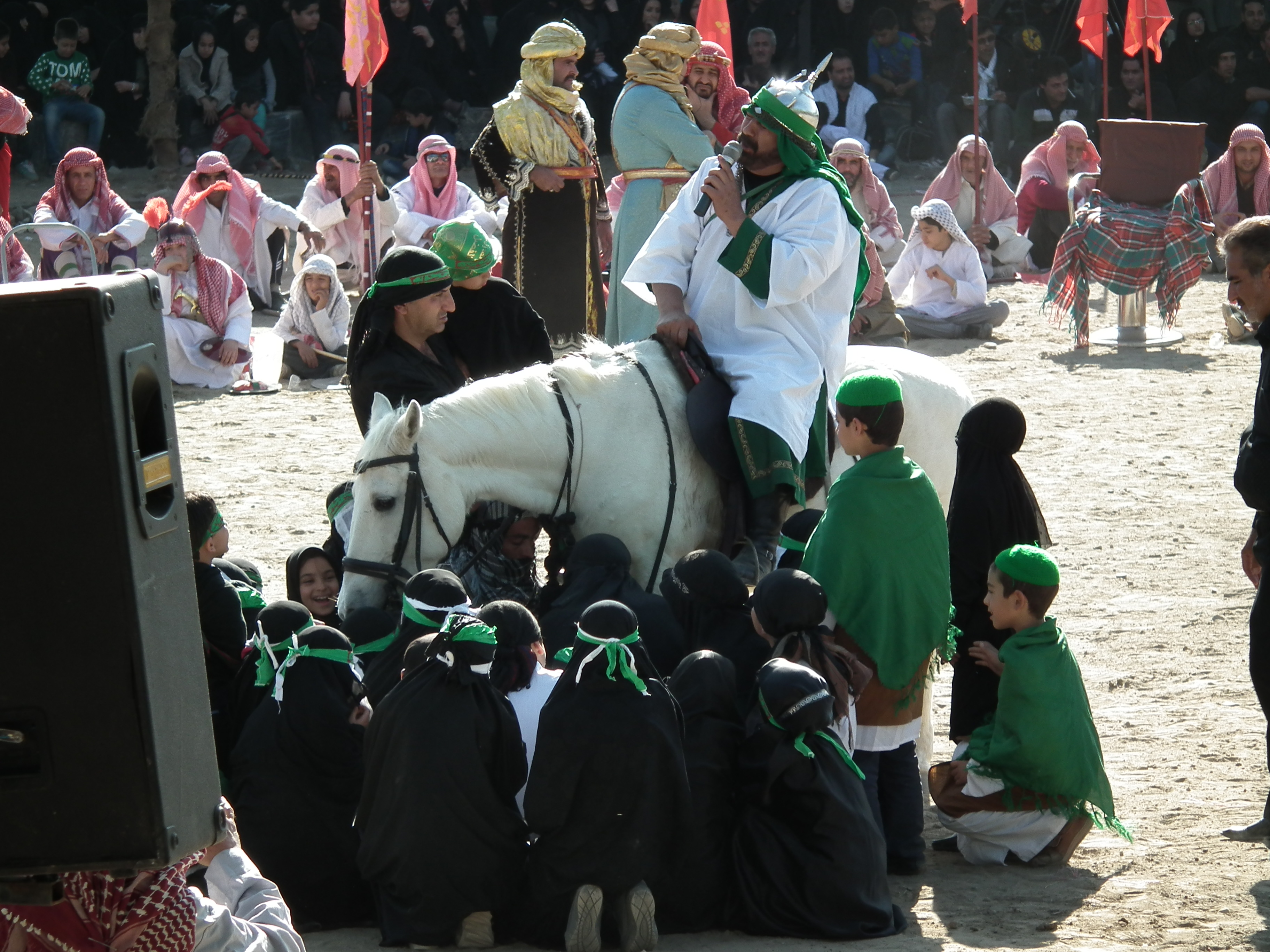
تعزیه در مزینان
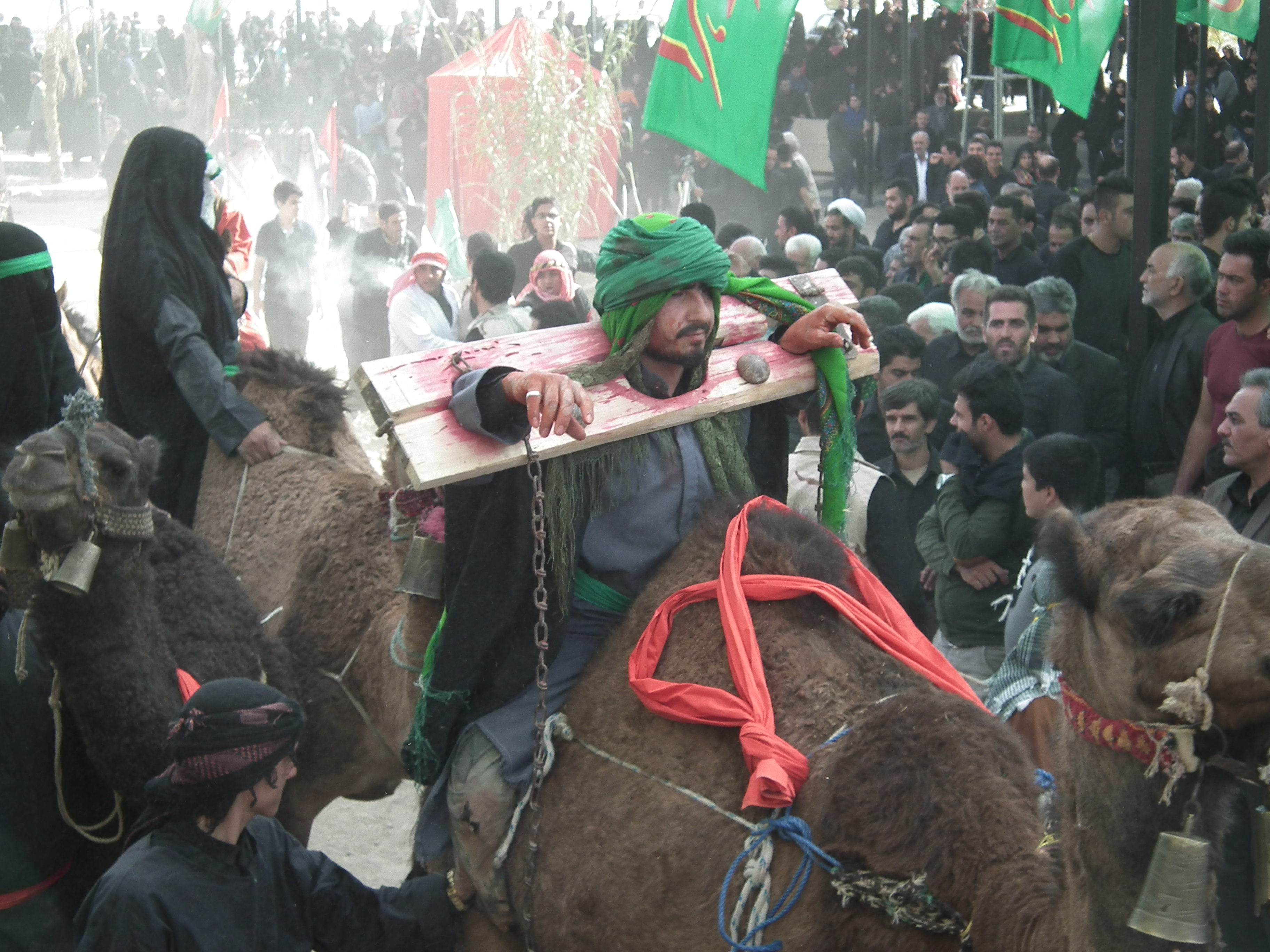
تعزیه کاروان اسرا
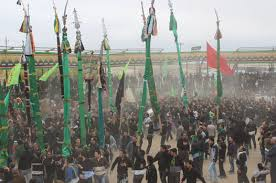
عاشورا در مزینان

## مشاهیر و فرهنگیان
- محمد تقی شریعتی
- علی شریعتی
- ابوعلی الحسن بن عباسمروزی
- اسماعیل هدایتی فرد

ابوالحسن علی بن زید بیهقی معروف بابن فندق، مزینانی‌ها را مردمانی هنرمند و با مروت می‌داند و در معرفی بیت حکام مزینان می‌گوید:  
مزینان موطن ابوعلی الحسن بن عباس مروزی است و سلطان محمود سبکتکین ریاست مزینان به او داد بنیابت خواجه رئیس صاحب دیوان خراسان ابوالفضل سوری المعتز، واولاد اوحکام ربع بودند، مردمانی هنرمند و با مروت، در ادامه فصل بیت حکام مزینان، بیهقی از قاضیان وراویان حدیثش یادمی‌کند که روزگاری در مزینان متوطن شده‌اند و به کار قضاوت مشغول بوده‌اند از جمله الحاکم ابوالعلاء صاعدبن محمد الحنیفی که هم قاضی بوده وهم محدث وجد اومسعود بن شعیب بن محمدبن جعفر الحنیفی نیز که از علما و روات احادیث بوده و درجایی دیگر ازادیبانش می‌گوید که سرآمد شاعران عصر بوده‌اند"الادیب ابوسعد اسعد بن محمد المزینانی، او را ادیب ابوسعد المزینانی گفتند، ادیبی فاضل و مخرج بود، ازمنظوم او این ابیات است که امام محمد بن حمویه را گوید:
یا صاحب الدیران زمت جمالکم بجانب الجزع من جرعاء وادیها

بلغ سلامی الی الذلفاء من حرض و انشدیها قریضا قاله فیها…

## جاده ابریشم
جاده ابریشم یا راه ابریشم شبکه راه‌های متصل شده‌ای به منظور بازرگانی در قاره آسیا بود که شرق و غرب و جنوب آسیا را بهم و به شمال آفریقا و شرق اروپا متصل می‌کرد. این راه از شهرستان توان هوانگ در چین به ولایت کانسو می‌آمد و از آنجا داخل ترکستان شرقی امروزی می‌شد و از طریق بیش‌بالیغ و آلمالیغ و اترار به سمرقند و بخارا می‌رسید. در بخارا قسمت اصلی آن از راه مرو، سرخس، نیشابور، سبزوار، گرگان به ری می‌آمد و از ری به قزوین و زنجان و تبریز و ایروان می‌رفت و از ایروان به طرابوزانیا به یکی از بنادر شام منتهی می‌گردید. مزینان در مسیر این راه تاریخی قرار دارد و گفته‌اند امام هشتم شیعیان از این مسیر به سمت نیشابور و توس عزیمت نمود به همین خاطر در چند سال اخیر هم‌زمان با ولادت با سعادت این امام همام مراسم استقبال با هنرمندی تعزیه خوانان مزینانی و حضور مسئولین فرهنگی و محلی شهرستان‌های سبزوار و داورزن برگزار می‌شود.

## کاریز
کاریز مزینان در جنوب غربی مزینان واقع شده و مشهور است که به دست طاهر آبشناس از سرداران مأمون عباسی ساخته شده‌است. طول این کاریز ۱۷ کیلومتر می‌باشد که یکی از طولانی‌ترین کاریزهای موجود در کشور است و دارای ۳۱۷ عدد چاه می‌باشد که به وسیله نقب‌های زیر زمینی به هم متصل شده‌اند. عمق مادر چاه کاریز ۱۳۰متر می‌باشد؛ با توجه به اینکه متوسط عمیقترین مادر چاه‌های کاریزهای موجود در کشور ۱۲۰ متر است؛ از این حیث نیز کاریز مزینان از کاریزهای استثنایی کشور است.